# Municipio de Ripley (condado de Huron)
El municipio de Ripley (en inglés: Ripley Township) es un municipio ubicado en el condado de Huron en el estado estadounidense de Ohio. En el año 2010 tenía una población de 1024 habitantes y una densidad poblacional de 15,41 personas por km².

## Geografía
El municipio de Ripley se encuentra ubicado en las coordenadas 41°2′18″N 82°34′25″O / 41.03833, -82.57361. Según la Oficina del Censo de los Estados Unidos, el municipio tiene una superficie total de 66.45 km², de la cual 66,27 km² corresponden a tierra firme y (0,27 %) 0,18 km² es agua.

## Demografía
Según el censo de 2010, había 1024 personas residiendo en el municipio de Ripley. La densidad de población era de 15,41 hab./km². De los 1024 habitantes, el municipio de Ripley estaba compuesto por el 98,05 % blancos, el 0,2 % eran afroamericanos, el 0,1 % eran amerindios, el 0,2 % eran asiáticos, el 0,68 % eran de otras razas y el 0,78 % eran de una mezcla de razas. Del total de la población el 2,05 % eran hispanos o latinos de cualquier raza.